# Eine prima Saison
Eine prima Saison. Ein Roman über die wichtigsten Dinge des Lebens (tschechisch Prima sezóna) wurde 1975 von Josef Škvorecký im Exilverlag für Tschechische Literatur 68 Publishers in Toronto veröffentlicht. Die deutsche Übersetzung erschien 1997.
 Die Handlung spielt 1942 in der nordostböhmischen Kleinstadt Kostelec im damaligen Protektorat Böhmen und Mähren während der letzten beiden Gymnasialschuljahre des Erzählers Daniel (Danny) Smiřický, Alter Ego des Autors, das in vier weiteren Romanen Zentralfigur ist. Hier geht es um die zahlreichen, aber immer wieder scheiternden Versuche des Erzählers, in einer Saison zwischen Winter und Herbst bei einem der von ihm verehrten Mädchen seine ersten Erfahrungen als Mann und Geliebter zu machen.

## Inhalt
Die Geschichte von Danny spielt in seinen letzten beiden Schuljahren. Da Škvorecký 1943 in Náchod sein Abitur machte und Kostelec wie auch im Roman Feiglinge unschwer als dessen Abbild zu erkennen ist, ist  anzunehmen, dass die im Roman geschilderte Versetzung in die letzte Klasse im Herbst 1942 erfolgt. Die Handlung ist chronologisch in sechs Kapiteln angelegt, beginnt im Winter und endet im Herbst: Der Erzähler möchte bei einem der Mädchen – alle sind jüngere Gymnasiastinnen –, die er schon länger kennt oder erst neu kennen lernt und von denen er jede einzelne verehrt und begehrt, seine ersten sexuellen Erfahrungen mit dem anderen Geschlecht machen. Nacheinander oder parallel oder wiederholt werden die sechs Mädchen, von denen vier Schwestern sind, zu seinen Favoritinnen.

### „Die prima Saison beginnt: Eine Wintergeschichte“
Irena und Marie haben beide feste Freunde. Trotzdem meint Danny sich bei ihnen Chancen ausrechnen zu können, weil er keinen der beiden jungen Männer als ebenbürtig ansieht und sowohl Irena wie auch Marie ihm zu verstehen geben, dass sie ihn mögen. Zunächst ist er bei Irena am erfolgreichsten. Er bringt ihr, als sie ihn an einem Winternachmittag ins Haus ins Wohnzimmer mitgenommen hat, einen Knutschfleck am Hals bei. Vom Haus gegenüber werden beide von Marie, die dort ihre Tante besucht, beobachtet. Sie benachrichtigt Irenas Vater, der sofort nach Hause kommt und das hinter seinem Rücken arrangierte Stelldichein beendet. Als er sich später Marie zu nähern versucht, verhält sie sich abweisend. Das wird von der in weißes Fell gefassten Kapuze an ihrem blauen Wintermantel unterstrichen, in der er immer wieder das Victory-Zeichen erkennt, wenn sie ihn stehen lässt und ihm den Rücken zukehrt.

### „Die prima Saison geht weiter: Die Maihexe“
Danny ist von der Freundlichkeit eines Mädchens hingerissen, dem er auf der Straße begegnet und das er noch nie gesehen hat. Sie besucht ihren Onkel, einen Dirigenten, in Kostelec, nachdem ihr Vater in Linz mit Nationalsozialisten aneinandergeraten und im Konzentrationslager gelandet ist. Karla-Marie Weberová fasziniert ihn derart, dass er an seinen Sinnen zu zweifeln beginnt, weil er immer wieder Neues, auch Widersprüchliches an ihr wahrzunehmen glaubt. Sie bringt ihn mit faustischen Assoziationen dazu, dass er ihr für die Dauer des Monats Mai mit seinem Blut einen Liebesschwur schreibt. Auch seine Jazzfreunde sind begeistert, als sie bei ihren Proben auftaucht und am Klavier eine Bach-Fuge zu spielen beginnt. Der Reihe nach nehmen sie die Melodie auf und machen in der Manier von Jacques Loussier ein sie alle begeisterndes „Play-Bach“-Stück daraus. Auch ihr kann er einen Knutschfleck beibringen. Seine Sinneszweifel erfahren aber ihre plötzliche Aufklärung, als er erfährt, dass er es mit einem Zwillingspaar zu tun bekommen hat, das mit ihm seine Spiele treibt und zudem noch mit Irenas Familie verwandt ist.

### „Die prima Saison kommt ins Stocken: Charleston hinter Gittern“
Eine weitere Bekanntschaft macht er im Mai, und zwar mit Kristýna, die aus einem Nachbarort kommt und als Laienschauspielerin für die Maifestrevue „Die Frühlingssonne“ engagiert ist. Sie soll in einem Rokoko-Kostüm ein Menuett tanzen und dabei eine Krinoline tragen. Aus dem Menuett soll aber ein Charleston werden, so dass sie ihren Rock raffen muss und ihre schönen weißbestrumpften Beine mit rosenbesetzten schwarzen Strumpfbändern im Drahtkäfig der Krinoline sichtbar werden. Die Aufführung wird unter Täuschung der reichsdeutschen Kulturbehörde zu einem Erfolg. Danny kann aber die Verabredung mit Kristýna nicht einhalten, weil er mit einem Freund zu einer geheimen Verabredung ins Pfarrhaus muss: Um ein jüdisch-tschechisches junges Ehepaar vor Verfolgung zu retten, muss deren Hochzeitsdatum so vordatiert werden, dass die Protektoratsgesetzgebung für die erfolgte Eheschließungen noch nicht gilt. Dazu schreiben die beiden nach dem Diktat des Pfarrers alle Kirchenmatrikel seit 1923 neu, damit für die anstehende Kontrolle ein täuschungsfreies einheitliches Schriftbild entsteht. Als Danny die verpasste Verabredung in Kristýnas Heimatort nachholen will, gerät er mit ihrem Vater aneinander, der seine Tochter wegreißt, Danny bedroht und die Schulleitung benachrichtigt.

### „Die prima Saison erreicht ihren Höhepunkt: Die Aussicht vom Turm“
Mit einem Freund, von dem sich Irena malen lassen will, entwirft Danny einen Plan, wie er mit Irena ein unbeobachtetes Treffen arrangieren kann, zumal ihr Freund nach Prag gefahren ist. Stattdessen setzt aber Irena ihren Willen durch und macht mit Danny eine Klettertour auf eine nahe gelegene Felsnadel. Beim Aufstieg hat sich ein Kletterhaken aus dem Fels gelöst, so dass der Abstieg eigentlich wegen Unsicherheit unmöglich ist. So stürzt die klettertüchtige Irena  ab, weil sie Danny von der Felsspitze nicht am Seil festhalten kann. Sie verletzt sich und kann sich nicht mehr bewegen. Danny sieht von oben, wie sich Irenas Freund mit einem fremden Mädchen nähert. Die beiden hören Irena und versorgen sie, während Danny auf der Felsspitze frohlockt, da Irena ja ihren Freund bei offensichtlicher Untreue ertappt hat. Aus seinen für besser gehaltenen Chancen wird aber nichts. Irena möchte nach ihrem kurzen Krankenhausaufenthalt nichts mehr von ihm wissen, was ihr Vater unterstützt.

### „Die prima Saison neigt sich dem Ende zu: Eine Pension für Geschwister“
Irenas um ein Jahr jüngere Schwester zeigt sich Danny so zugetan, dass er sie zum ersten Mal richtig wahrnimmt: Sie ist hübsch und fast so verführerisch wie Irena. Sie ist seit langem verliebt in ihn und setzt ihm so wenig Widerstand entgegen, dass er sich mit ihrem Einverständnis vornimmt, mit ihr zu schlafen. Alena fährt zu einem vorgeblichen Besuch übers Wochenende mit dem Rad zu Verwandten. Anstatt dort zu bleiben, trifft sie sich mit Danny, und die beiden suchen eine Pension. Der Wirt, der ihnen ein Zimmer gibt, in dem zuvor ein anderes Liebespaar war, und Danny noch überteuerte Präservative verkauft, lässt sie sich mit ihren Schülerausweisen anmelden und unterrichtet Alenas Vater. Der holt seine Tochter und Danny sofort mit dem Auto ab, zeigt sich Danny gegenüber ganz gefasst, aber so verbindlich streng, dass Danny alle Hoffnung fahren lässt.

### „Die prima Saison ist zu Ende: Der traurige Herbstblues“
Nach einer Wiederholungsprüfung in Mathematik wird Danny im Herbst in die letzte Klasse versetzt. Er trifft Marie wieder, die so freundlich zu ihm ist, dass er sich erneut Chancen ausrechnet. Als er bei starkem Regen mit ihr Schutz in der Hütte seines Freundes sucht, trinkt er den starken Rumtee, den er eigentlich für Marie vorbereitet hat, um sie betrunken zu machen. Er trinkt so viel, dass er gar nicht mehr weiß, was er will. Marie kümmert sich um ihn, verlässt ihn aber und benachrichtigt über ihren Bruder seine Eltern.
An den Wochenenden macht die Band weiter Musik, in Kostelec der Protektoratsauflagen halber nur zur Unterhaltung. Außerhalb des Zugriffs deutscher Kontrolle spielen die jungen Jazzer aber im vier Kilometer entfernten Provodov zum Tanz auf. Marie kommt an einem Herbstsonntag in Begleitung von Irenas Freund Zdeněk Pivonka zum Tanzen dorthin. Dagegen taucht Irena mit Maries Freund Franta Kočandrle auf. Als Danny in einer Spielpause mit Marie tanzen kann, wird er von deren Begleiter beiseite gedrängt. Zum ersten Mal macht er aus seiner Enttäuschung keinen Hehl, zeigt Marie seinen wütenden Verdruss und verlässt den Saal, um zu heulen. Erst zum Bluesspiel kehrt er wieder auf die Bühne zur Band zurück. Mitten im Spiel wird dem Klarinettisten zugeflüstert, dass sein Vater in deutscher Haft erschossen wurde. Danny übernimmt dessen Solo und spielt für ihn weiter.

## Themen

### „Die wichtigsten Dinge des Lebens“
1988 beschrieb Škvorecký sein Wirklichkeitsverständnis, mit dem er als Schriftsteller von Anfang an auf Schwierigkeiten stieß: „In meiner Ahnungslosigkeit wusste ich nicht, dass simpler Realismus das letzte ist, was ideologisch eingestellte Kritiker wollen. Und in jenen Tagen war die große Mehrzahl der Kritiker ideologisch eingestellt. Ihre Vorstellung vom Gegenstand des Schreibens – von der Welt und vom Leben der Menschen – war eine Verbindung aus Idealisieren und Verteufeln. Die Ralität mochten sie nicht.“

Über die mit umgangssprachlichen und schwierig zu übersetzenden Wendungen gefüllten Dialoge oder Selbstgespräche Dannys hinaus lässt Škvorecký allen Lebensäußerungen ohne Verächtlichkeit und Brandmarkung ihr Recht zukommen, so dass Andreas Breitenstein im Juni 2000 in der Neuen Zürcher Zeitung von Dannys grundlegender Menschenfreundlichkeit  spricht und ausführt, dass Škvorecký traditionell und unprätentiös schreibe, ohne durch gedanklichen Überbau den Leser einschüchtern zu wollen.
In der Schlusspassage seines Romans gibt der Autor Dannys Stimmung so wieder: „Oh Gott! Verdammt! Jemand rammte mich, und ein spitzer Damenabsatz trat mich gegen das Schienbein. Oh Gott! Ich drehte mich wieder um, schlängelte mich zwischen den tanzenden Pärchen auf dem Parkett hindurch und lief schnell aufs Klo, um dort zu heulen. Im Gang belaberte wieder Leopold Váňa den betrübten Rost’a: ‚Wir müssen uns bemühen, unseren Leuten zu erklären, dass...‘ Ich verschwand im Klo und pinkelte, sehr lange und trübselig. In die Rinne tropften meine Tränen. Gegen das bekleckerte Fenster voller Fliegenkacke prasselte in Strömen der Regen. Danach spielten wir einen ganzen Block Blues. (...) Wenn die Mädchen noch so grausam waren, ich liebte sie trotzdem. Oder was. Oder ich war jung. Oder es war der Regen. Der Nebel. Der traurige Herbst. Der Krieg, durch den alles ein schlechtes Ende nahm“ (S. 268f.).

### Kleinstadt, Kirche und Religion
„Es war eine schöne Stadt und ein prima Leben hier“ (S. 16). Die Attribute „schön“ und „wunderschön“ gehören zwischen den Seiten 20 bis 229 so zwingend zu Kostelec wie „prima“ zu „Saison“, können aber bei Kostelec auch mit „sündhaft“ kombiniert werden (S. 42). Je nach Situation erhalten sie also Nuancen, die durchaus, aber nie endgültig, auch ins Sarkastische gehen können. Wie das dem Roman vorausgehende Motto von Nathaniel Hawthorne „Feine und anmutige Tatsachen verstehen wir am besten, wenn sie durch die Entfernung verklärt sind“ zeigt, geht es dem ins Exil gegangenen Autor um das Aufarbeiten seiner durchweg positiv getönten Erinnerungen. Nichtsdestoweniger wird erwähnt, dass die Hälfte der Bewohner der Stadt wegen der Industrieabgase an Bronchitis leide (S. 188).
Danny ist einerseits überrascht, wie schnell sich Dinge aus dem Privatleben herumsprechen. Seine Mädchenbekanntschaften werden zum Beispiel als eine nicht von ihm stammende Liste mit 23 Namen herumgereicht (S. 194, 247). Andererseits empfindet er das nicht als ehrenrührig, wie es bei anderen sein kann, wenn die Umstände von deren verlorener Jungfernschaft kolportiert werden (S. 146 f.). So sind die Unterstellung von Lügenhaftigkeit oder Verrat oder die unangenehmen Situationen, irgendwo gesehen zu werden oder aus Angst vor Ansehensverlust und Strafe in der Not zu lügen, um dann doch entdeckt zu werden, eine Begleiterscheinung des vielfältiger Kontrolle unterliegenden Lebens von Danny und seinen Gefährten.
Die katholische Kirche als Erziehungs- und Kontrollinstanz ist für Dannys Gewissen von Bedeutung, wenn auch nicht von zentraler. Aber immer wieder wird die Gefahr der Unkeuschheit und des Ehebrechens und die Beichtpraxis vergegenwärtigt (S. 39, 41, 104, 162). Gleichzeitig weiß sich Danny in seinem Selbstwertgefühl vor zu viel Führung zu schützen, indem er sich auf den Heiligen Ignatius als Schutzpatron der Auswege verlässt (S. 42) oder Gott zum Verbündeten seiner Wünsche macht, wenn er für seinen Erfolg bei Mädchen in der Kirche eine Kerze anzündet und Gott bittet: „Lieber Gott, mach, dass ich Irena kriege oder ein anderes hübsches Mädchen“ (S. 17).
Eine vorbildliche Rolle spielen aber die Kostelecer Pfarrer mit ihrem Auftreten den Deutschen gegenüber, wenn auch zu ihrem Schaden. Zwei sind schon wegen „reichsfeindlicher Äußerungen“ abberufen oder verhaftet worden. Der letzte setzt alles aufs Spiel, als er mit Danny und dessen Freund einer jüdischstämmigen Frau halber die Kirchenmatrikel fälscht, was er den Jungen gegenüber als pia fraus (lat. für „frommer Betrug“ oder „Notlüge“) ausgibt (144, 148, 157).

### Jugend im Protektorat Böhmen und Mähren 1942
Für Danny ist die Protektoratszeit ein „frostiges Faktum“, „an das ich die meiste Zeit nicht dachte“ (S. 139), obwohl die Anwesenheit der Deutschen als Besatzer von Anfang an registriert wird (S. 12). Auf fremdbestimmterer, gefährlicherer Ebene wird das kleinstädtische Kontrollsystem mit Auflagen überzogen. Danny macht damit eine ihn nicht gefährdende, an eine Schwejkiade erinnernde Erfahrung, als er das mühselig ins Deutsche übersetzte Mairevuestück beim Reichskommissar Horst Hermann Kühl genehmigen lassen muss und dessen Aufmerksamkeit auf die verunglückte Übersetzung eines surrealistischen Gedichts von Vítězslav Nezval lenkt, das mit der Hilfe des Reichskommissärs in eine Verballhornung mündet (S. 129–133), aber im Original vorgetragen werden wird. Aus 
„Im Büro spielt eine dreifache Jazzband zum Tanz
Ein Fluss aus Papier ist voll blauer Fahnen
Karpfen, Forellen und Blüten der Bäume
tanzen fröhlich den Charleston.“
wird
“Im Walde eine Blaskapelle spielt zum Tanz.
Der blaue Fluss spiegelt die braunen Fahnen.
Burschen und Mädels unter den blühenden Bäumen
tanzen fröhlich den volkstümlichen Ländler.“

### Jazz
Seinen zuverlässigsten Ruhepol und Bezugspunkt hat Danny als Tenorsaxophonist in der Jazzband. Sie üben jeden zweiten Abend im „Port Artur“, einem noch heute in Náchod existierenden Restaurant. Folgende Titel werden über die Handlung verstreut genannt:
Dinah,
Struttin’, Muscat Ramble, Sweet Georgia Brown, Casa Loma Stomp, Some of These Days, Swingin’ the Blues, Joe Turner, Everybody Loves My Baby, Tiger Rag, Blues in The Dark.

## Rezeption
Sigrid Löffler schreibt über Škvorecký, dass er nur in der Literatur sich nach Kostelec versetzen könne, um die Mädchen zu lieben, in einer Jazzband zu spielen, die tschechischen Landsleute zu ärgern, die Nazis zu provozieren. „Dass seine goldenen Jahre in Kostelec sich mit den Kriegs- und Besatzungsjahren in Hitlers Protektorat Böhmen und Mähren decken, das kann deren Glanz für Škvorecký nicht trüben. Im Gegenteil: Bedrohung und Gefahr verleihen diesen Jugendjahren den scharfen Reiz des Abenteuerlichen.“
Balduin Winter stellt fest, dass es angesichts des Misserfolgs des Erzählers in „Eine prima Saison“ kein Wunder sei, „dass die Frage der Liebe die Hauptfrage in Dannys Leben ist. Sie wird es bleiben, ohne die süßen Leiden der Liebe hätte doch die Jugend gar keinen Sinn. Hätte das ganze Leben keinen Sinn, denn die große Frage begleitet Skvoreckys ganzes Schaffen hindurch. Wirklich wunderbar ist das dann in Der Seeleningenieur zu lesen, wenn er als 50-jähriger wohlsituierter Professor an einer kanadischen Universität wieder einer Irena begegnet, die ihn an seine Jugendliebe erinnert, wenigstens vom Namen her.“